# Crassula grammanthoides
Crassula grammanthoides là một loài thực vật có hoa trong họ Crassulaceae. Loài này được (Schönl.) Toelken miêu tả khoa học đầu tiên năm 1975.